# Cuphea koehneana
Cuphea koehneana là một loài thực vật có hoa trong họ Lythraceae. Loài này được Rose mô tả khoa học đầu tiên năm 1899.